# Don't Panic (Tedua)
Don't Panic è il secondo EP del rapper italiano Tedua, pubblicato il 5 maggio 2021 dalla Epic Records.

## Descrizione
Composto da sette tracce, il disco è stato inizialmente pubblicato su YouTube sotto forma di video unico il 4 maggio, anticipando di un giorno la pubblicazione ufficiale attraverso i negozi digitali di musica.

## Tracce
Testi di Mario Molinari, musiche di Christian Mazzocchi, eccetto dove indicato.
1. Inferno – 1:49 (musica: Luca Antonio Barker, Christian Mazzocchi)
2. Badman – 1:14 (musica: Francesco Garanzini)
3. Paris – 1:27
4. Corvi – 1:25
5. Urla – 1:47
6. Gironi – 1:30
7. Lo-fi Drill – 1:42 (musica: Luca Ghiozzi)

## Classifiche
| Classifica (2021) | Posizione massima |
| ----------------- | ----------------- |
| Italia            | 8                 |